# Van der Hoop Bankiers
Van der Hoop Bankiers (1895–2005) was een Nederlandse bank gevestigd in Amsterdam, die actief was als vermogensbeheerder, hypotheek- en spaarbank. Tot 2003 heette de bank van der Hoop Effektenbank NV. Men voerde toen een naamswijziging door teneinde ook meer algemeen bankieren mogelijk te maken.

## Geschiedenis
De Rotterdammer Cornelis van der Hoop begon de financiële dienstverlening in 1895, en breidde de activiteiten uit met vestigingen, onder andere in Den Haag. Het hoofdkantoor werd verplaatst naar de Herengracht 469 in Amsterdam. Van der Hoop was een relatief kleine, gespecialiseerde bank met als rekeninghouders vooral vermogende particulieren. Op 12 februari 1987 werden de aandelen Van der Hoop genoteerd aan effectenbeurs van Amsterdam. In dat jaar telde Van der Hoop 46 medewerkers en een directie van vier personen. De bank was voor haar inkomsten volledig afhankelijk van het effectenbedrijf. Omstreeks 1990 werd op de Amsterdamse Effectenbeurs de minimum provisietarieven afgeschaft, waardoor de inkomsten onder druk kwamen te staan. Op 31 augustus 1988 kreeg Van der Hoop een bankvergunning en de naam werd gewijzigd in Van der Hoop Effektenbank N.V. op 21 maart 1989.
In 2003 werd de naam weer gewijzigd in Van der Hoop Bankiers, het bestuur wilde meer activiteiten ontplooien en zo de inkomstenbasis verbreden, maar hierin is het niet geslaagd. De bank begon ook hypotheken te verstrekken en de hypothekenportefeuille bedroeg circa € 170 miljoen in maart 2005. Er is verder nog gepoogd filmfinanciering te verzorgen. Ultimo 2004 was het balanstotaal van Van der Hoop Bankiers € 404 miljoen met een eigen vermogen van ongeveer € 15 miljoen.

## Noodregeling en faillissement in 2005
Van der Hoop Bankiers kwam in 2005 onverwacht in financiële problemen als gevolg van een schikking van € 5,5 miljoen met de Belastingdienst. Een forse nabetaling van vennootschapsbelasting over het jaar 2001 was veroorzaakt door de handel in zogenaamde kasgeldvennootschappen. Van der Hoop had deze risicovolle activiteit opgezet om meer inkomsten aan te trekken en deed dit op eigen naam (via de eigen trustmaatschappij), hetgeen niet gebruikelijk was. Doorgaans bemiddelt een bank slechts in dergelijke aandelen. Verkeerd fiscaal advies van het advieskantoor Deloitte lag hier aan ten grondslag. Zodoende werd de winst over 2004 achteraf gecorrigeerd tot een verlies van € 3,4 miljoen.
De Stichting Onderzoek Bedrijfs Informatie (SOBI) van Pieter Lakeman heeft een onderzoek ingesteld naar deze gang van zaken. Op 8 juni 2005 heeft de directie van Van der Hoop de rekeninghouders per brief op de hoogte gesteld van het verlies en een herstructurering aangekondigd. Er werd toen ook een persbericht uitgegeven. Eind juni 2005 werd aangekondigd dat een derde van de 75 banen bij de bank zou worden geschrapt. Er was meteen veel aandacht in de media voor deze berichtgeving. Overnamegesprekken en onderzoeken naar mogelijke deelnemingen – onder andere met projectontwikkelaar LSI en de Belgische Bank DeGroof – liepen op niets uit.
Op verzoek van De Nederlandsche Bank werd op 9 december 2005 de noodregeling van toepassing verklaard, waarna op 16 december het faillissement werd uitgesproken. Rutger Jan Schimmelpenninck was een van de twee bewindvoerders en curatoren. Tezamen met medecurator mr H.P. de Haan stuurde hij op 23 december 2005 een brief aan de gedupeerde rekeninghouders hoe deze over hun vermogen konden beschikken. De rekeningsaldi waren immers bevroren, maar effecten die niet op naam van de bank stonden, konden worden uitgeleverd aan de eigenaren. De uitdelingslijsten, faillissementsverslagen en verdere juridisch relevante stukken zijn lange tijd op de website van het advocatenkantoor Houthoff (Toenertijd Houthoff Buruma geheten) van de voormalige curator raadpleegbaar geweest. Het was voor het eerst sinds 1982 (de Tilburgse Hypotheekbank) dat er een bank in Nederland failliet werd verklaard.

## Stichting Hoop-Verlies
Kort na het faillissement van de bank formeert zich een beweging van gedupeerde rekeninghouders onder leiding van rekeninghouder Anjo Slinkman. Deze stelt zich tezamen met Ilhan Spinath, een advocaat van Loyens&Loeff, bereikbaar voor gedupeerde rekeninghouders. Er wordt gesproken van de vereniging in oprichting Hoop-Verlies.
Men wijst er op dat het gegarandeerde bedrag, uit hoofde van de Collectieve Garantieregeling, € 20.000 per rekeninghouder is terwijl het gemiddelde tegoed per rekeninghouder bij de bank € 280.000 beloopt. Naar aanleiding van deze kritiek heeft de minister van Financiën de garantieregeling verhoogd tot € 40.000 per rekeninghouder. Houders van derivaten zoals opties vallen echter buiten deze garantie: deze opties vielen in de boedel van de bank.
Als belangenbehartiger van de gedupeerde rekeninghouders wordt na een vergadering te Zeist besloten een stichting op te richten. Zo geschiedt en aldus wordt de Stichting Hoop-verlies opgericht door de Leidse jurist mr. W.D. Bierens de Haan bij de notaris te Leiden op 13 februari 2006. Het bestuur van deze stichting bestond uit vier rekeninghouders bij de bank. Rekeninghouders konden zich als belanghebbende aanmelden: zij dienden een kopie van een recent rekeningafschrift te overleggen en een 'contributie' te betalen in de vorm van een bepaald percentage, aanvankelijk 0,1%, van het tegoed dat men bij de bank aanhield. De stichting opent hiertoe een eigen bankrekening; het saldo is mettertijd dusdanig groot geworden dat besloten wordt (vrijwillige) accountantscontrole door een onpartijdige registeraccountant toe te passen. Alle jaarcijfers werden in orde bevonden. Aldus kon het bestuur aan de buitenwacht bewijzen dat integer met de beheerde gelden is omgegaan.
Na een succesvolle eerste uitkering (fase I) werden de meeste rekeninghouders al volledig uitbetaald; zij konden toen uitstappen. Een kleine groep met grotere tegoeden ging vervolgens verder. Dit werd fase II genoemd waarvoor men 1% van de restvordering diende te storten in de stichting. Er zijn in 2006 verschillende bijeenkomsten belegd om de belangen van de rekeninghouders te bundelen. Hoop-Verlies communiceerde middels vele nieuwsbrieven met de rekeninghouders; deze werden onder geheimhouding verstuurd per e-mail. Uiteindelijk werd een kort geding tegen De Nederlandsche Bank (DNB) aangespannen en door de advocaat van Hoop-verlies, Willem-Jan van Andel, gewonnen. Inzet van de rechtszaak was of DNB de bedragen, die zij onder de Collectieve Garantieregeling diende uit te keren aan de particuliere rekeninghouders en kleine ondernemingen, weer mocht verhalen op de failliete boedel. In feite had DNB zich tijdens een crediteurenvergadering versproken op dit punt. Hoop-verlies won het kort geding; een bodemprocedure is nooit ingezet door DNB. Uiteindelijk kregen alle particuliere spaarders en rekeninghouders hun tegoed volledig terugbetaald uit de opbrengst van de failliete boedel. De aandeelhouders van de bank verloren echter hun inleg definitief.
Na de afwikkeling van de tegoeden is de stichting ontbonden; het tegoed is aan een goed doel geschonken. Niet alle tegoeden bij Van der Hoop zijn opgeëist: er werd vermoed dat bepaalde rekeninghouders 'zwart geld' bij de bank gestald hadden. Er gingen ten slotte geruchten dat het Koninklijk Huis ook rekeningen bij de bank had lopen, maar dat men vroegtijdig gewaarschuwd was en de tegoeden bijtijds kon weghalen.

## Voormalige raad van bestuur
- Peter van Hooijdonk (wegens ziekte sinds juni 2005 vervangen door E. van de Merwe)
- Philip Stork